# 集美学村站

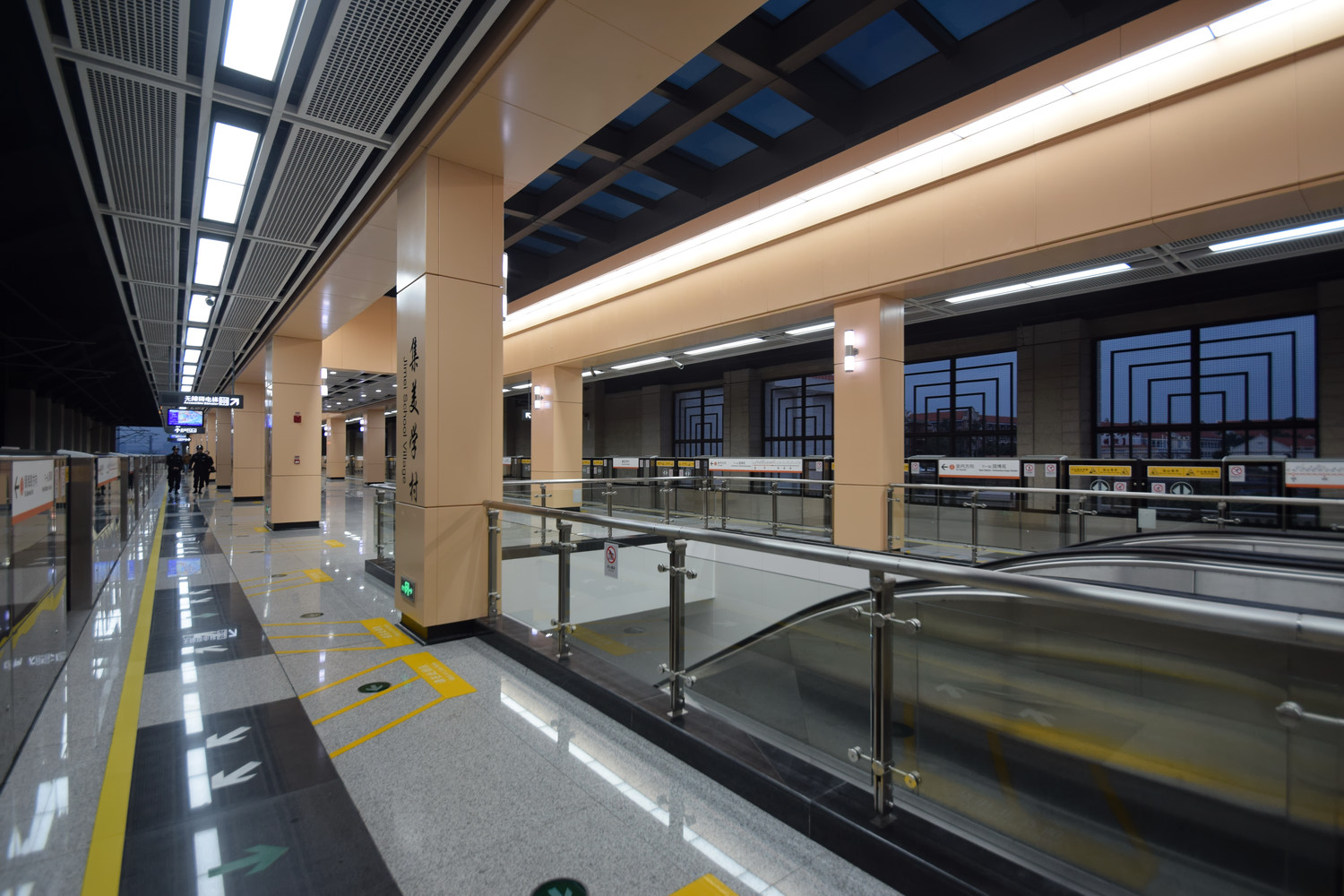
集美学村站

集美学村站（廈門話：/t͡sip̚˨˩ bi˥˥ hak̚˥ tsʰŋ̍˥˥/）是厦门轨道交通1号线的高架地铁车站:6，位于中华人民共和国福建省厦门市集美区高集海堤、厦门大桥、同集路等道路的交会处，是1号线出厦门岛后的第一个车站，原址为鹰厦铁路集美站。2017年12月31日投入运营。

## 车站构造
本站是1号线目前唯一一个地上车站，采用岛式站台。本站的站房外观采用与集美学村和厦门大学早期建筑相似的嘉庚风格。
| 地上二层 | 北行                       | 1 往岩内方向 （园博苑）      |
| 地上二层 | 岛式站台，左边车门将会开启 |                              |
| 地上二层 | 南行                       | 1 往镇海路方向 （高崎）      |
| 地上一层 | 站厅                       | 出入口、客服中心、进出站闸机 |

## 历史
本站一带曾为鹰厦铁路老线集美站，最初为客运乘降所，1978年扩建，2010年因杏林大桥启用而关闭。
2012年，本站在1号线环境影响报告书简本中称集美学村站。2014年5月24日，本站开始实施占道施工围挡。本站的主体结构已于2015年完工。
2018年7月，为减轻游客负担，集美学村站与湖滨东路站开始为乘客免费提供行李寄存服务。2023年5月1日，集美学村站增设多组智能行李寄存柜，成为厦门地铁第一个提供智能行李寄存柜的车站。